# Giovanni Battista Falcieri
Pour les articles homonymes, voir Tita.
Giovanni Battista Falcieri,  surnommé  Tita, né en 1798 et mort en 1874, a été le serviteur et l'homme de confiance de Lord Byron présent à la mort de ce dernier à Missolonghi en 1824. Plus tard, il accompagne Benjamin Disraeli dans son voyage en Orient, avant de devenir le valet d'Isaac D'Israeli.

## Au service de Lord Byron
Tita était un gondolier et c'est sous cette fonction qu'il entre au service de Lord Byron en 1818 durant son séjour à Venise. Par la suite, il devient son secrétaire personnel et apparaît à ce titre souvent dans la correspondance entretenue par Byron avec ses amis et connaissances.

## Mort de Lord Byron
Selon le compte rendu fait par le comte Gamba de la mort de Byron« À quatre heures, après consultation de ses médecins, il semblait avoir conscience que sa fin était proche. Je pense que c'était à cette heure précise, et pas avant. Le Dr Millingen, le Dr Fletcher, et Tita se trouvaient autour du lit. Les deux premiers ne purent retenir leurs larmes et quittèrent la pièce. Tita pleurait aussi, mais ne pouvait pas sortir, car Byron lui tenait la main ; mais il détourna le visage. Byron le regarda fixement et dit en souriant à demi, en italien : Oh questa è una bella scena » (« At four o’clock, after this consultation of his physicians, he seemed to be aware of his approaching end. I think this was the exact time, and not before. Dr. Millingen, Fletcher, and Tita were round his bed. The two first could not contain their tears, and walked out of the room. Tita also wept, but he could not retire, as Byron had hold of his hand; but he turned away his face. Byron looked at him steadily, and said, half smiling, in Italian—Oh questa è una bella scena »).
Falcieri accompagne le corps de Lord Byron en Angleterre avant de regagner l'Italie.

## Suite de sa carrière
Falcieri rejoint ensuite Benjamin Disraeli dans son voyage en Orient en 1830 et 1831, puis entre au service d'Isaac D'Israeli comme valet. À la mort d'Isaac D'Israeli, l'ami de Byron, John Hobhouse lui trouve un emploi de messager du gouvernement. Parmi ses connaissances, figure le comte d'Orsay, qui lui fait don d'une bague ornée d'une émeraude précieuse en témoignage de reconnaissance pour son assistance en relation avec un portrait posthume de Byron.

## Postérité
Après la mort de Falcieri, Disraeli recommande sa veuve à la reine Victoria pour qu'elle bénéficie d'une pension de la  Civil list, mais elle n'en profite pas longtemps, puisqu'elle décède trois ans plus tard, en 1877.
Un portrait de Falcieri par Daniel Maclise fait partie de la collection du National Trust  à Hughenden Manor.